# Койско
Койско (словен. Kojsko) — поселення в общині Брда, Регіон Горишка, Словенія. Висота над рівнем моря: 269,3 м.